# Aroa flavovittata
Aroa flavovittata är en fjärilsart som beskrevs av Arnold Pagenstecher 1900. Aroa flavovittata ingår i släktet Aroa och familjen tofsspinnare. Inga underarter finns listade i Catalogue of Life.